# Silver City Woman's Club
Le Silver City Woman's Club est un bâtiment américain à Silver City, dans le comté de Grant, au Nouveau-Mexique. Construit en 1936 dans le style Pueblo Revival, l'édifice est inscrit au New Mexico State Register of Cultural Properties depuis le 13 juin 2003 ainsi qu'au Registre national des lieux historiques depuis le 2 septembre 2003.